# Velestúr
Velestúr je vrch v hlavním hřebenu Kremnických vrchů o nadmořské výšce 1254 m. Leží jižně od centrální části pohoří a sousedí na severu s Zlatou studňou a na západě se Smrečníkem. Pod jižními svahy se nachází sedlo Tri kríže.
Vrch je známý i tzv. Velestúrským nápisem. Byl to nápis vyrytý do skály v údajné praslovanštině, ve skutečnosti podvrh zhotovený v polovině 60. let 19. století kremnickým archivářem a historikem Pavlem Križkem. Dnes je již nezřetelný.

## Přístup
- Po  značce ze Zlaté stude nebo sedla Tři kříže
- Po  značce od chaty Hostinec (na  značeném chodníku z Kremnice)